# Aristolochia schultzeana
Aristolochia schultzeana là một loài thực vật có hoa trong họ Aristolochiaceae. Loài này được O.C.Schmidt mô tả khoa học đầu tiên năm 1933.